# Coppa Agostoni 1995
La Coppa Agostoni 1995, quarantanovesima edizione della corsa, si svolse il 16 agosto 1995 su un percorso di 207 km. La vittoria fu appannaggio dell'italiano Gianni Bugno, che completò il percorso in 5h03'33", precedendo i connazionali Stefano Della Santa e Francesco Casagrande.

## Ordine d'arrivo (Top 10)
| Pos. | Corridore            | Squadra                 | Tempo    |
| ---- | -------------------- | ----------------------- | -------- |
| 1    | Gianni Bugno         | MG Boys Maglificio-T.   | 5h03'33" |
| 2    | Stefano Della Santa  | Mapei-GB                | s.t.     |
| 3    | Francesco Casagrande | Mercatone Uno-Saeco     | s.t.     |
| 4    | Paolo Lanfranchi     | Brescialat-Fago         | s.t.     |
| 5    | Oscar Pellicioli     | Polti-Granarolo-Santini | s.t.     |
| 6    | Ivan Gotti           | Gewiss-Ballan           | s.t.     |
| 7    | Leonardo Piepoli     | Refin-Cantina Tollo     | s.t.     |
| 8    | Alberto Elli         | MG Boys Maglificio-T.   | a 3"     |
| 9    | Davide Cassani       | MG Boys Maglificio-T.   | a 7"     |
| 10   | Angelo Lecchi        | Brescialat-Fago         | ?        |